# Macopaeus spinosus
Macopaeus spinosus är en spindelart som beskrevs av Simon 1900. Macopaeus spinosus ingår i släktet Macopaeus och familjen hoppspindlar. Inga underarter finns listade i Catalogue of Life.